# Klaus Nielsen
Klaus Nielsen, född den 13 april 1966 i Århus, Danmark, är en dansk tävlingscyklist som tog OS-brons i lagförföljelsen vid olympiska sommarspelen 1992 i Barcelona.